# Мир, полный чудес
«Мир, полный чудес» (англ. Wonderstruck) — драматический фильм американского режиссёра Тодда Хейнса, снятый по одноименной книге Брайана Селзника.
Мировая премьера фильма состоялась в рамках основной конкурсной программы на престижном «Каннском кинофестивале» в мае 2017 года.. Одну из двух главных детских ролей глухонемой девочки Роуз, исполнила глухонемая актриса Миллисент Симмондс.

## Сюжет
История молодых ребят, Бена и Роуз, которые живут в разные эпохи и не могут смириться с окружающим их миром. Бен мечтает найти своего отца, а мысли Роуз заняты загадочной актрисой. Однажды судьба толкает их на поиски того самого недостающего их жизни элемента.

## В ролях
- Миллисент Симмондс — Роуз
- Оакс Фегли — Бен
- Мишель Уильямс — Elaine
- Джулианна Мур — Lillian Mayhew / Older Rose
- Том Нунен — Older Walter
- Кори Майкл Смит — Walter
- Джеймс Урбаняк
- Эми Харгривз — Aunt Jenny
- Марко Кака — Ferry Patron
- Дэмиэн Янг — Otto
- Морган Тернер — Janet
- Джейден Майкл — Jamie
- Екатерина Самсонов — Hanna
- Хэйс Уэллфорд — Greg Coons

## Награды и номинации
- 2018 — три номинации на премию «Сатурн»: лучший независимый фильм, лучший молодой актёр или актриса (Миллисент Симмондс), лучшая музыка к фильму (Картер Бёруэлл)
- 2018 — номинация на премию «Выбор критиков» лучшему молодому актёру или актрисе (Миллисент Симмондс)
- 2018 — две номинации на премию «Спутник»: лучший адаптированный сценарий (Брайан Селзник), лучшая музыка к фильму (Картер Бёруэлл)
- 2017 — номинация на Золотую пальмовую ветвь Каннского кинофестиваля (Тодд Хейнс)